# Niviventer cameroni
Niviventer cameroni is een knaagdier uit het geslacht Niviventer dat voorkomt in de Cameron Highlands van het schiereiland Malakka, op 1500 tot 2000 meter hoogte. Deze soort wordt meestal als een ondersoort van N. rapit (uit Borneo) gezien, maar verschilt daar sterk van. N. cameroni is namelijk een stuk groter (vooral de kiezen zijn erg groot) en mist een "borstel" op de staart. Het is nog onduidelijk waar N. cameroni het nauwste aan verwant is.